# The World to Come
The World to Come es una película de género drama de 2020 dirigida por Mona Fastvold, con un guion escrito por Ron Hansen y Jim Shepard, basado en una historia del propio Shepard con el mismo título. Está protagonizada por Vanessa Kirby, Katherine Waterston, Christopher Abbott y Casey Affleck. 
Su estreno internacional fue en la 77 edición del Festival de Venecia el 6 de septiembre de 2020, donde ganó el premio Queer Lion a la mejor película de temática LGBTQ del festival. Se estrenó en los cines el 12 de febrero de 2021 con un estreno limitado, seguido de su disponibilidad en el sistema de vídeo bajo demanda el 2 de marzo de 2021 a través de la distribuidora Bleecker Street.

## Argumento
En algún lugar a lo largo de la frontera de la costa este estadounidense a mediados del siglo XIX, dos parejas vecinas luchan contra las dificultades y el aislamiento, rodeadas de un bello paisaje pero desafiante, tanto física como psicológicamente.

## Reparto
- Vanessa Kirby como Tallie
- Katherine Waterston como Abigail
- Christopher Abbott como Finney
- Casey Affleck como Dyer

## Producción
En febrero de 2019 se anunció que Casey Affleck produciría y protagonizaría la película, bajo la dirección de Mona Fastvold . Katherine Waterston, Vanessa Kirby y Jesse Plemons también fueron contratados para la película, aunque Plemons se retiró y luego fue reemplazado por Christopher Abbott .
Los trabajos de localización fotográfica empezaron en septiembre de 2019.

## Música
Se encargó la composición de la banda sonora de la película al compositor británico Daniel Blumberg. Trabajo en el que colaboró con músicos de vanguardia como Peter Brötzmann, Josephine Foster y Steve Noble en la partitura.

## Estreno
La película tuvo su estreno mundial compitiendo en el Festival Internacional de Cine de Venecia el 6 de septiembre de 2020. Poco después, Bleecker Street adquirió los derechos de distribución de la película en Estados Unidos. Sony Pictures Worldwide Acquisitions distribuirá la película fuera de Estados Unidos. Fue lanzado en un estreno limitado el 12 de febrero de 2021, seguido de su paso al sistema de video baja demanda el 2 de marzo de 2021.

### Críticas
The World to Come tiene 7 críticas profesionales positivas y 3 críticas neutras según Filmaffinity. La directora "acierta a construir un universo perfectamente identificable, pero del revés" según El Mundo. Otra crítica en Fotogramas comenta que la película "tampoco consigue cuajar debido a la falta de una propuesta estética de cimientos sólidos. A falta de otros argumentos, los espectadores de The World to Come podrán disfrutar del notable trabajo actoral del cuarteto protagonista".